# Episodi di Die Rosenheim-Cops (ventesima stagione)
La ventesima stagione della serie televisiva Die Rosenheim-Cops è stata trasmessa in anteprima in Germania dalla ZDF tra il 13 ottobre 2020 e il 6 aprile 2021.
| nº | Titolo originale               | Titolo italiano | Prima TV Germania | Prima TV Italia |
| -- | ------------------------------ | --------------- | ----------------- | --------------- |
| 1  | Zwei Fälle für Stadler         | inedito         | 13 ottobre 2020   | inedito         |
| 2  | Ein echtes Traumpaar           | inedito         | 20 ottobre 2020   | inedito         |
| 3  | Tod im Reisebus                | inedito         | 27 ottobre 2020   | inedito         |
| 4  | Bestohlene Diebe               | inedito         | 3 novembre 2020   | inedito         |
| 5  | Eine Pleite mit Gewinn         | inedito         | 10 novembre 2020  | inedito         |
| 6  | Im Namen der Familie           | inedito         | 17 novembre 2020  | inedito         |
| 7  | Der Tote im Gefrierfach        | inedito         | 24 novembre 2020  | inedito         |
| 8  | Tödlicher Schwindel            | inedito         | 1º dicembre 2020  | inedito         |
| 9  | Grün ist der Tod               | inedito         | 8 dicembre 2020   | inedito         |
| 10 | Mörderisches Testament         | inedito         | 15 dicembre 2020  | inedito         |
| 11 | Eine künstlerische Sensation   | inedito         | 22 dicembre 2020  | inedito         |
| 12 | Teatime für einen Mörder       | inedito         | 29 dicembre 2020  | inedito         |
| 13 | Schönheit mit Hindernissen     | inedito         | 5 gennaio 2021    | inedito         |
| 14 | Ein haariger Fall              | inedito         | 5 gennaio 2021    | inedito         |
| 15 | Bei drei ist einer zu viel     | inedito         | 12 gennaio 2021   | inedito         |
| 16 | Nur der Wald war Zeuge         | inedito         | 19 gennaio 2021   | inedito         |
| 17 | Die Party ist aus              | inedito         | 2 febbraio 2021   | inedito         |
| 18 | Sein größter Deal              | inedito         | 9 febbraio 2021   | inedito         |
| 19 | Des Kaisers letzte Stunde      | inedito         | 16 febbraio 2021  | inedito         |
| 20 | Mord aus der Luft              | inedito         | 16 febbraio 2021  | inedito         |
| 21 | Drei Grazien und ein Todesfall | inedito         | 2 marzo 2021      | inedito         |
| 22 | Eine Neue für Jo               | inedito         | 9 marzo 2021      | inedito         |
| 23 | Ein Stern für Michi Mohr       | inedito         | 16 marzo 2021     | inedito         |
| 24 | Ein Mann fürs Leben            | inedito         | 23 marzo 2021     | inedito         |
| 25 | Verlobt oder tot               | inedito         | 30 marzo 2021     | inedito         |
| 26 | Der Tod ist kein Veganer       | inedito         | 6 aprile 2021     | inedito         |